# De weerwolf
De weerwolf is een stripverhaal uit de reeks van De Rode Ridder. Het is geschreven en getekend door Karel Biddeloo. De eerste albumuitgave was in 1970.

## Het verhaal
De Rode Ridder bevindt zich in Duitsland, in het Zwarte Woud. Zijn paard schrikt op en Johan ziet een grote pootafdruk van een wolf. Even later ontmoet Johan Hildegarde, een jonge herderin, die op zoek is naar haar kalfje, dat werd meegesleurd door een grote wolf. Samen gaan ze naar de hut van Hildegardes vaders. Daar volgt een ontmoeting met Rolf, een herenboer die iets verderop woont en tevergeefs probeert Hildegardes hart te veroveren. Rolf nodigt Johan uit voor een drankje in de dorpsherberg. Daar hoort Johan een opgewonden gesprek van enkele stamgasten die de kasteelheer Von Gierling ervan beschuldigen een weerwolf te zijn die hun vee doodt. Johan laat zich door een oude huishoudster bij de kasteelheer brengen, maar schrikt wanneer hij kennismaakt met Von Gierling, die een zeer behaard gezicht blijkt te hebben. Von Gierling kan Johan er echter van overtuigen dat hij niets slechts in zich heeft en biedt hem onderdak aan. Diezelfde nacht komt er een vreemdeling aan in het dorp, die zich voorstelt als weerwolvenbestrijder en belooft de weerwolf te doden in ruil voor klinkende munt. Na wat uitleg over zijn werkwijze trekt iedereen het woud in. De vreemdeling is eigenlijk een oplichter en slaagt erin te ontsnappen, maar wanneer hij zijn schuilplaats verlaat, staat hij oog in oog met de wolf, die hem doodt. Johan achtervolgt Von Gierling, die steeds om middernacht zijn kasteel verlaat. Tijdens zijn achtervolging ontdekt Johan dat Von Gierling de weerwolf niet is, want hij bevecht de echte wolf. 's Nachts krijgt Hildegarde bezoek. Als ze ontdekt dat het Von Gierling is, loopt ze geschrokken weg. Johan heeft echter Von Gierlings' geheim ontdekt en tracht hem te troosten. Von Gierling wil de streek verlaten, maar Johan overtuigt hem ervan om te wachten tot zijn onschuld is bewezen. De oude huishoudster verlaat de burcht en komt aan bij Rolfs boerderij. Als Johan poogt de boerderij binnen te dringen, wordt hij neergeslagen en opgesloten in de kerker. Bij het ochtendgloren brengt Rolf een bezoekje aan Hildegarde en vertelt haar dat ook hij weet wie de aanbidder is. De boeren bestormen het kasteel en met de hulp van de huisvrouw, die Rolfs moeder blijkt te zijn, stormen ze binnen. Von Gierling kan tijdig ontsnappen. Von Gierling krijgt hulp van Hildegarde en dat geeft hem nieuwe hoop. Rolf ontvoerde Hildegardes vader en door een waarheidsdrankje komt Rolf te weten waar hij Hildegarde en Von Gierling kan vinden. Rolf omsingelt die plaats met de dorpelingen, maar Johan kan een aanval net voorkomen. Het gehuil van een wolf doet de dorpelingen beseffen dat Rolf hen de waarheid niet vertelde. Rolf tracht te ontsnappen, maar de Rode Ridder haalt hem in en verslaat Rolf en zijn afgerichte wolf. Een stervende Rolf vertelt dat zijn moeder iedere dag een toverdrank in Von Gierlings' wijn mengde en dat de wolf werd afgericht om Von Gierling verdacht te kunnen maken. Hildegarde verzorgt Von Gierlings wonden, die beseft dat hij haar met zijn uiterlijk nooit gelukkig zal kunnen maken. Hij wil vertrekken, maar wanneer hij zijn gezicht en zijn handen wast, verdwijnt alle overtollige beharing. De toverdrank blijkt uitgewerkt en Von Gierling en Hildegarde worden geliefden.